# Відтворення природних ресурсів
Відтво́рення приро́дних ресу́рсів (рос. возобновление природных ресурсов, англ. reproducibility of mineral resources) — відновлення ресурсів природи внаслідок інтенсивного кругообігу речовини, що відбувається без втручання людини або за її участю. 
Розрізняють вичерпні — невідтворювані (більша частина корисних копалин), частково відтворювані (наприклад, ґрунти) та відтворювані (рослинність, тваринний світ, окремі види корисних копалин) й невичерпні природні ресурси.